# Fusigobius
Fusigobius là một chi của Họ Cá bống trắng

## Các loài
Chi này hiện hành có các loài sau đây được ghi nhận:
- Fusigobius aureus I. S. Chen & K. T. Shao, 1997
- Fusigobius duospilus Hoese & Reader, 1985 (Barenape Goby)
- Fusigobius inframaculatus (J. E. Randall, 1994) (Blotched Sand Goby)
- Fusigobius longispinus Goren, 1978 (Orange-spotted Sand-goby)
- Fusigobius maximus (J. E. Randall, 2001)
- Fusigobius melacron (J. E. Randall, 2001)
- Fusigobius neophytus (Günther, 1877) (Common Fusegoby)
- Fusigobius pallidus (J. E. Randall, 2001)
- Fusigobius signipinnis Hoese & Obika, 1988